# L'homme qui aimait les femmes
L'homme qui aimait les femmes (en castellano El hombre que amaba a las mujeres, conocido como El amante del amor (España) y como Amante fácil (Argentina), es una película francesa de François Truffaut.

## Argumento
El protagonista es un soltero de mediana edad, enamorado de las mujeres. La película se plantea como un flashback. Inicia su trama en el entierro del protagonista, y va repasando los amores y desamores que tuvo con diversas mujeres asistentes al propio entierro.

## Otros créditos
- Productora: Les Films du Carrosse
- Color: Eastmancolor

## Premios
- 3 nominaciones a los César.

- Mejor actor Charles Denner.
- Mejor actriz de reparto Nelly Borgeaud.
- Mejor actriz de reparto Geneviève Fontanel.

- François Truffaut estuvo nominado al Oso de Oro como Mejor actor de reparto en el Festival Internacional de Cine de Berlín, por su cameo en la película.

## Remake
Blake Edwards rodaría en los ochenta un remake titulado Mis problemas con las mujeres, protagonizado por Burt Reynolds.